# Davit Manukjan
David Manukjan (* 19. listopadu 1969 Leninakan) je bývalý sovětský a arménský zápasník – klasik, který od poloviny devadesátých let dvacátého století reprezentoval Ukrajinu.

## Sportovní kariéra
Zápasení se věnoval od 10 let. Specializoval se na řecko-římský styl. Po rozpadu Sovětského svazu v roce 1991 žil od poloviny devadesátých let v ukrajinském Záporoží. V roce 1997 se prosadil v ukrajinské mužské reprezentaci ve váze do 76 kg. V roce 2000 vyladil formu směrem k olympijským hrách v Sydney, kde postoupil ze základní čtyřčlenné skupiny z prvního místo přímo do semifinále proti Američanu Mattem Lindlandem. Zápas bezejmenných sportovců prohrál divokým výsledkem 4:7 na technické body a spadl do souboje o třetí místo proti Finu Marko Yli-Hannukselovi. Souboj o medaile mu nevyšel a po prohře 2:4 na technické body obsadil 4. místo.

## Výsledky
| Turnaj             | 1997 | 1998 | 1999 | 2000 |
| Turnaj             | 28   | 29   | 30   | 31   |
| Turnaj             | -76  | -76  | -76  | -76  |
| ------------------ | ---- | ---- | ---- | ---- |
| Olympijské hry     |      |      |      | 4.   |
| Mistrovství světa  | úč.  | úč.  | úč.  |      |
| Mistrovství Evropy | —    | úč.  | úč.  | 2.   |